# 前田徹哉
前田 徹哉（まえだ てつや、1963年10月28日 - ）は日本のマーケティングコンサルタント、中小企業診断士。

## 経歴
1987年3月
慶應義塾大学文学部（社会学専攻）卒業。
1987年4月
株式会社西武百貨店（現株式会社そごう・西武）入社。
1999年4月
プライスウォーターハウスクーパースコンサルタント株式会社（現 日本アイ・ビー・エム株式会社）入社。マーケティング戦略立案等のコンサルティングに従事。在職中にマーケティング関連専門誌に寄稿。
2007年4月　
株式会社スクウェア・エニックス入社。株式会社学習研究社（現 株式会社Gakken）との合弁企業「株式会社SGラボ」にて代表取締役社長。2008年3月に社団法人 日本機械工業連合会、財団法人 デジタルコンテンツ協会まとめによる「平成19年度 シリアスゲームの現状調査報告書」に論文を発表。2009年10月より株式会社スクウェア・エニックス本体にて、オンライン事業部長としてECやオンラインコミュニティを統括。
2011年10月
タワーレコード株式会社入社。オンライン事業本部長としてタワーレコード オンライン（EC）の統括に従事。同ECの売上高を飛躍的に上げた実績をもってイベントでの登壇、複数のWEB記事に登場。
2017年3月には「生協運営資料　No.294号」において「タワーレコード株式会社 オンラインショップの成長を支える『顧客勘定』マーケティング」という記事が掲載。
2017年10月には日本消費者行動研究学会主催の「第55回 消費者行動研究コンファレンス」にて講演を実施するとともに、パネルディスカッションに参加。
2017年12月発刊の「デジタルマーケティングの基礎知識『マーケティング』『顧客ファースト』の時代を生き抜く新しいルール」（逸見光次郎 著、翔泳社 刊）ではマーケターの1人としてインタビューに参画（P84-88）。
2019年4月　
株式会社ビービット入社。営業部長としてシーケンス分析に特化したクラウドサービスである「USERGRAM」の営業戦略立案、営業実務等に従事。営業活動の一環として、同社主催のセミナーに登壇。
2020年12月
マーケティング・コンサルティングを生業とする個人事業主として独立（屋号：顧客勘定）。
2021年1月-2024年10月　
株式会社baton（YouTubeチャンネル，Web記事サイトを運営するQuizKnock統括企業）支援開始。執行役員 経営戦略部長として全社戦略の立案、またアライアンス部長としてB2B営業戦略立案、営業計画立案・実行等に従事。同社在籍時に複数のイベント登壇やアライアンス先の媒体に出演。
2021年10月
自著「売り上げを倍増させる“顧客勘定”マーケティング“赤字顧客”を黒字に変える実践手法」発刊。
同年12月に日経クロストレンド、2022年1月にDXマガジンで関連の連載実施。また複数のセミナーに登壇。
2024年11月-
株式会社FIDにEC/CRMスペシャリストとして参画。 
2025年1月
パースペクティブ・パートナーズ合同会社を設立。代表社員に就任。
2025年3月
株式会社FID提供　YouTubeチャンネル「おいしいマーケティングきょうしつ」を開設。
2025年5月
noteに記事「マーケティング・パースペクティブ　誰にとっても、どんな仕事にも重要な『相手の立場に立って考えて、行動すること』」を連載開始。

## 著書
『売り上げを倍増させる“顧客勘定”マーケティング“赤字顧客”を黒字に変える実践手法』日経BP、2021年10月18日。ISBN 9784296110834。

## 趣味
- 合気道（参段）